# Ернесто Сото Авенданьйо
Ерне́сто Со́то Авенда́ньйо (ісп. Ernesto Soto Avendaño; нар. 6 січня 1886, Олаваррія — пом. 30 квітня 1969) — аргентинський скульптор.

## Біографія
Народився 6 січня 1886 року в місті Олаваррії (провінція Буенос-Айрес, Аргентина). У 1911—1918 роках навчався у Національній академії художніх мистецтв в Буенос-Айресі. З 1927 року професор університету в Ла-Платі і Вищої національної художньої школи ім. Ернесто де ла Каркова в Буенос-Айресі з 1928 року. Був одним із засновників Товариства аргентинських художників.
Помер 30 квітня 1969 року.

## Творчість
Відомі твори:
- «Юнак» (1918);
- «Праця» (Буенос-Айрес, Пласа де Майо, бронза, 1921);
- «Гаучо-прапороносець» (1948);
- «Пам'ятник героям незалежності» (Умауака, 1950);
- «Материнство» (1965).